# FC Martigny-Sports
O FC Martigny-Sports é um clube de futebol com sede em Martigny, Suíça. A equipe compete na Swiss 1. Liga.

## História
O clube foi fundado em 1917. 